# 哈達爾
哈達爾（Haldar）是托爾金小說的虛構角色。哈達爾是哈拉丁族（Haladin）人，哈拉丁族是第二個人類種族進入貝爾蘭（Beleriand）。哈達爾是哈達德（Haldad）的兒子，及哈麗絲的親兄弟。他在對抗半獸人的戰事裡戰死。